# Jeannie Longo

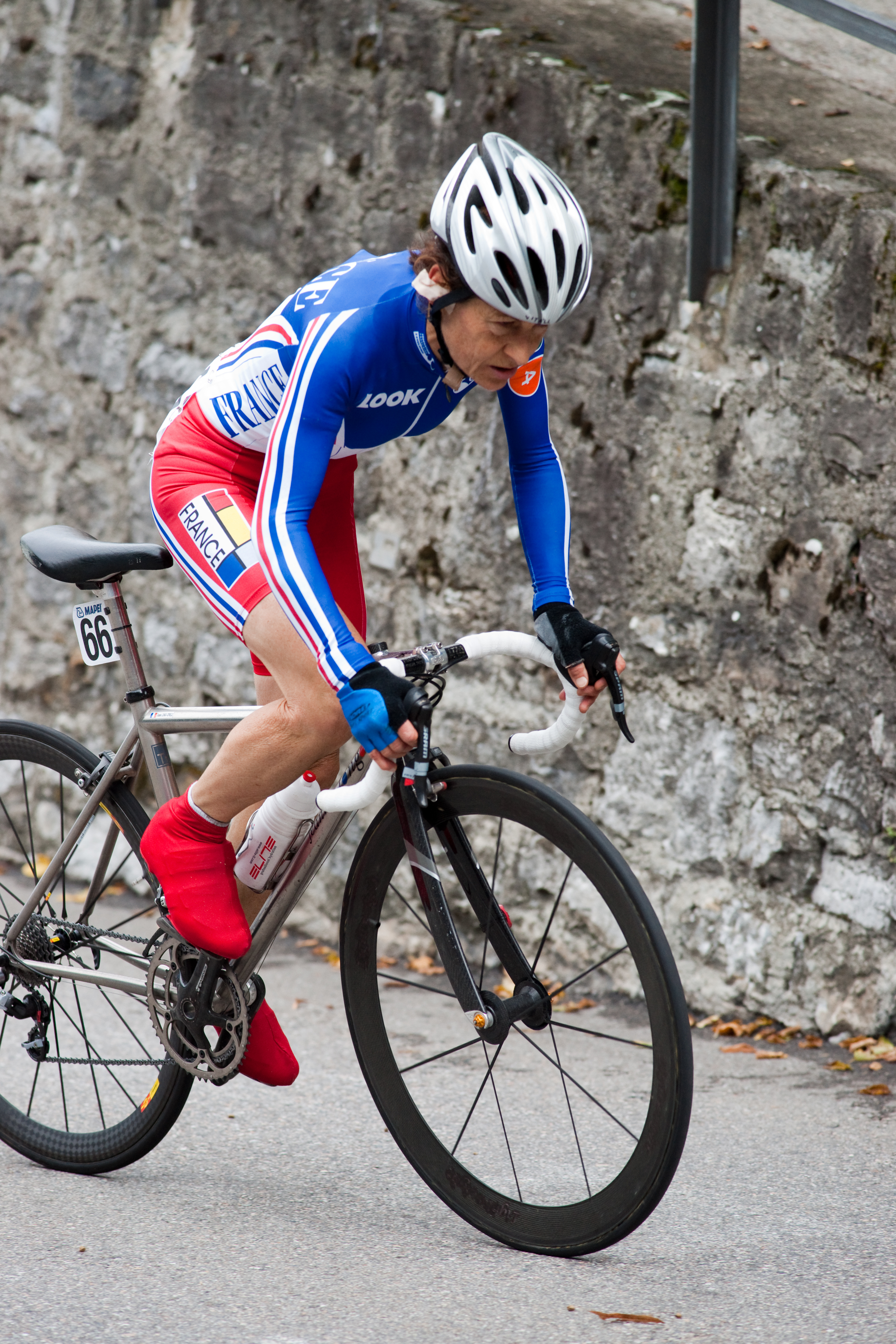
Jeannie Longo under VM 2009 i Mendrisio, Schweiz.

Jeannie Longo-Ciprelli, född 31 oktober 1958 i Annecy, är en fransk professionell tävlingscyklist. Hon är flerfaldig fransk mästare och världsmästare inom landsvägscykling.

## Karriär
Jeannie Longo började sin atletiska karriär som störtloppsåkare. Efter att ha vunnit flera skol- och universitetsmästerskap valde hon att byta sport till cykling, där hon blev tränad av Patrice Ciprelli, som senare blev hennes make. Efter ett par månader vann Longo de franska mästerskapen. Hon var då 21 år.
Under sin karriär har Longo vunnit över 1000 tävlingar, bland annat tretton världsmästerskapstitlar och fyra olympiska medaljer. Hon har också tagit 56 titlar i de franska nationsmästerskapen. Hon har också vunnit 10 världsmästerskapsmedaljer på bana. Nio av dessa medaljer kom på tre kilometer individuell förföljelse, och en medalj tog hon under poängtävlingen 1989, en tävling som gick av stapeln i Lyon.
Longo deltog i sitt första Olympiska sommarspel 1984 och 2008 var hon för sjunde gången i sin karriär deltagare i de Olympiska sommarspelen, trots att hon då var två månader ifrån att fylla 50 år. Men hon kommenterade senare att det troligtvis skulle vara hennes sista. Jeannie Longo vann guldmedalj i Atlanta 1996 i linjelopp. Hon tog silvermedaljen i linjelopp i Barcelona 1992 och silvermedalj i tempolopp i Atlanta 1996. Hon blev bronsmedaljör i tempolopp under de olympiska sommarspelen 2000 i Sydney.

## Meriter
- Nationsmästerskapens linjelopp – 1979–1989, 1992, 1995, 1998–2001, 2004, 2006, 2008
- Nationsmästerskapens tempolopp – 1995, 1999–2003, 2006, 2008–2011
- Världsmästerskapens linjelopp – 1985–1987, 1989, 1995
- Världsmästerskapens tempolopp – 1995–1997, 2001
- Olympiska sommarspelens linjelopp – 1996